# Comparaison entre les différents courants du bouddhisme
 (avril 2017).
Si vous disposez d'ouvrages ou d'articles de référence ou si vous connaissez des sites web de qualité traitant du thème abordé ici, merci de compléter l'article en donnant les références utiles à sa vérifiabilité et en les liant à la section « Notes et références ».
Loin d’être monolithique, le bouddhisme est composé de nombreuses branches et écoles différentes, si bien qu’il serait plus juste de parler non pas du bouddhisme en général, mais des bouddhismes en particulier. Ainsi, la pensée initiée par le Bouddha historique Siddhartha Gautama n'est pas restée une philosophie figée dans le temps mais a plutôt fonctionné comme un processus évolutif, se modifiant progressivement lors de son expansion géographique et de sa rencontre avec les traditions locales.

## Les trois grands courants
A l'heure actuelle on peut distinguer trois courants majeurs dans le bouddhisme qui sont par ordre d'apparition :
- le hīnayāna, terme sanskrit traduit par « Petit Véhicule » dont la seule branche encore représentée est le Bouddhisme theravāda. Elle est la plus proche du bouddhisme ancien et est pratiquée dans les pays d'Asie du Sud-Est (Birmanie, Thailande, Cambodge et Laos) ainsi qu'au Sri lanka. Elle se base sur les textes de la Tipiṭaka qui auraient été mis par écrit pour la première fois au Sri Lanka au Ier siècle av. J.-C., à l’occasion du quatrième concile[1],[2]. Le terme hinayâna n'est pas employé par les tenants de ce courant en raison de son caractère réducteur. Ce courant se regarde comme la voie des Anciens ou Théravada.

- le mahāyāna, terme sanskrit signifiant « Grand Véhicule » qui apparaît vers le début de notre ère dans le Nord de l’Inde d’où il se répand rapidement en Chine, avant de se diffuser dans le reste de l’Asie de l'Est. Des moines itinérants chinois l'exportent avec l'écriture et la culture chinoise, d'abord en Corée en 372, puis au Japon à partir du Ve siècle. À chaque étape de sa diffusion, cette branche fut influencée par les croyances locales, ce qui a généré un grand nombre d'écoles différentes. Ce nouveau bouddhisme ne s’appuie pas seulement sur les écrits anciens, mais aussi sur des textes postérieurs comme le Sūtra du Cœur ou encore le Sūtra du Lotus. Certains de ces textes sont considérés par les croyants comme émanant du bouddha lui-même mais qui auraient été "cachés" car jugés trop difficiles pour les gens de l’époque et devant être révélés plus tard.

- le vajrayāna, terme sanskrit signifiant « voie du Diamant ». Il est apparu au IVe siècle dans le nord-Est  de l'Inde en parallèle avec l’hindouisme tantrique par lequel il a été grandement influencé. Il est surtout pratiqué de nos jours dans la région himalayenne (nord de l’Inde, Tibet, Népal, Sikkim, Bhoutan), en Mongolie et dans le Nord et l'Ouest de la Chine ainsi qu’au Japon (Shingon). Il reste très proche du bouddhisme mahāyāna dont il est issu.

## Perspectives historiques
Pour distinguer les similitudes et les différences entre les courants, il  faut remonter aux sources du bouddhisme ancien, enseigné par Siddhartha Gautama vers le Ve siècle av. J.-C. au nord-est de l’Inde et suivre son évolution pendant plus de 10 siècles à l’intérieur et en dehors du pays. 
Pour plus de détails voir l'article Histoire du bouddhisme.
De la perspective historique, nous pouvons dégager trois étapes importantes:
- Peu de temps après la mort du Bouddha, des divergences sont apparues au sein des communautés de moines, portant à la fois sur l’interprétation de la doctrine et sur la discipline monastique. L'une des raisons en est leur grande dispersion géographique, d’abord au nord-est de l’Inde, ensuite dans le nord-ouest et le sud, où la doctrine s’est propagée.
- Deux cents ans environ après la disparition du Bouddha, alors que son enseignement n’avait pas encore été fixé par écrit, se produisit un schisme entre l’École des Anciens (Sthaviravada), conservatrice et puriste, et la Grande Assemblée (Mahasanghika), réformatrice et contestataire. Les raisons de ces divergences sont qu’au fil des ans la pratique du bouddhisme était ressentie comme stricte et figée au sein des Anciens, accusés de préférer l’érudition et le débat à la pratique. En même temps, il est apparu dans la masse populaire l’exigence d’une plus grande accessibilité notamment aux laïcs et aux femmes, ainsi que la montée de la foi-dévotion (bhakti), conduisant au « bouddhisme de la foi ».
- Environ quatre cents ans après la disparition du Bouddha, émergea progressivement le mahāyāna (Grand Véhicule) dont le vœu était de secourir le plus grand nombre d’êtres vivants, par opposition au hīnayāna (de hina= déficient), accusé de se préoccuper seulement de sa propre délivrance. De la branche initiale des Anciens (Sthaviravada), il ne subsiste aujourd'hui que le Bouddhisme theravāda, pratiqué au Sri Lanka et dans les autres pays du sud-est asiatique. Il a fallu encore quelques centaines d’années pour que le Mahayana se diversifie en de nombreuses écoles, chacune se basant sur un ou plusieurs sutra tardifs, et se développant de façon indépendante en Asie de l’Est.

## Similitudes et divergences

### Des points communs
- Les écoles acceptent toutes le bouddha historique comme étant le maître à l'origine de la doctrine.
- Les quatre nobles vérités sont exactement les mêmes dans les différentes écoles.
- Le noble chemin octuple est exactement le même dans les différentes écoles.
- Le Paticca-samuppada ou processus de la coproduction conditionnée est également le même.
- Les différentes écoles rejettent fondamentalement l’idée d’un être suprême créateur du monde.
- Les différentes écoles acceptent les concepts d'Anitya, de Dukkha, d'Anātman, de Śīla, de Samadhi et de Prajna sans aucune différence.

### La sagesse de l'Arahatversus la compassion duBodhisattva
Pour le Theravada, l’Arahat est celui qui s’est délivré de toutes les souillures (kilesa), qui est parvenu à l’extinction, au nirvana. Avant d’y arriver, il doit passer par plusieurs étapes: 
- celui qui est entré dans le courant (sotapanna),
- celui qui ne reviendra qu’une fois (sakadagami),
- celui qui ne reviendra plus (anagami).

On distingue aussi les trois « véhicules » ou trois façons d’atteindre l’éveil:
- le « véhicule » des auditeurs (sravaka-yana), emprunté par ceux qui s’éveillent en écoutant l’enseignement du Bouddha;
- le « véhicule » des solitaires (pratyeka-yana), emprunté par ceux qui s’éveillent en découvrant eux-mêmes la voie, mais qui restent seuls dans le silence;
- les parfaits bouddhas (samma-sambuddha), ceux qui s’éveillent par eux-mêmes et vont enseigner la voie aux autres.

Dans le Mahayana, l’idéal de l'Arahat a été remplacé par celui du Bodhisattva. Le Bodhisattva (Bodhi= éveil; sattva= être) est un être éveillé qui a fait le vœu de rester dans le monde pour aider tous les êtres vivants à se délivrer de la souffrance. Le « véhicule » idéal à emprunter est donc le Bodhisattva-yana.
En fait, la notion de Bodhisattva existe déjà dans le bouddhisme primitif, mais elle est plutôt vue comme un état d’être éveillé pendant un certain temps avant son éveil parfait. D’après les Jātakas (récits des vies antérieures du Bouddha) celui-ci a déjà été dans le passé, par sa conduite-même, un Bodhisattva.                      
Ce qui est nouveau pour le Mahayana, c’est que l’idéal du Bodhisattva a remplacé celui d’Arahat. L’accent est mis sur l'amour bienveillant et la compassion, qui sont devenus aussi importants que la sagesse ou la compréhension profonde.
Ainsi dans les pagodes Mahayanistes, les Arahats sont représentés à part comme des disciples du Bouddha, hiérarchiquement inférieurs aux Bodhisattva placés à côté des Bouddhas et vénérés comme eux.

### Les trois corps de Bouddha
Pour le Theravada, seul le Bouddha historique, c'est-à-dire le bouddha Gautama existe. Certes, dans le passé beaucoup d’hommes sont devenus des bouddhas, comme beaucoup d’autres le seront dans le futur, mais tous apparaissent dans un cadre historique.
Pour le Mahayana, le bouddha a une dimension spirituelle, il est vu comme un être transcendantal, au-delà du temps et de l’espace et peut apparaître sous trois formes:
- le corps de transformation ou Nirmāṇakāya, dans lequel il est réincarné;
- le corps de jouissance ou Sambhogakāya, dans lequel il vit dans le monde des dieux et apparaît aux humains, prêchant la doctrine;
- le corps du Dharma ou Dharmakāya, qui est le principe ultime et abstrait de la Bouddhéité.

Cette théorie des trois corps  ou Trikāya explique l’existence dans le Mahayana d’un véritable panthéon bouddhique: en dehors du bouddha Gautama, on vénère le bouddha Amitābha, le bouddha Vairocana (du Grand Soleil), le bouddha Maitreya (de l’Avenir), le Bouddha Bhaisajyaguru (de la Médecine), et de nombreux Bodhisattvas dont les plus connus sont: Avalokiteśvara (de la Compassion), Kshitigarbha (de la Terre), Manjushri (de la Sagesse), Samantabhadra (de la Pratique).

### La nature de Bouddha
C’est une particularité du Mahayana: il existe en chacun ce que l’on appelle l’« esprit d’éveil» (bodhicitta, de bodhi: éveil et citta: esprit), un potentiel de devenir un Bouddha. Autrement dit, chacun porte en soi la nature de Bouddha, un germe de Bouddha. Ce qui implique que chaque homme est destiné, en développant cette nature intrinsèque, à devenir bouddha. Dans le Theravada, l'atteinte du nirvana est moins évidente, elle nécessite la mise en œuvre d'une discipline morale et mentale rigoureuse.

### La notion devacuité
La vacuité ou Śūnyatā est un concept majeur dans le Mahayana, au point où elle est parfois citée comme le 4e Sceau ou caractéristique de l’existence (tilakkhana, 3 Sceaux), à côté de l’impermanence, du non-soi et de la souffrance. Elle n’est guère mentionnée dans le Theravada dans lequel sa présence est plutôt implicite.
Le sutra du Cœur est quotidiennement récité dans les monastères mahayanistes, avec sa fameuse phrase « La forme est la vacuité, la vacuité est la forme ».

### Foi et dévotion
Dans le Theravada, comme dans le bouddhisme originel, il n’est pas question de foi religieuse, ni de croyance en des forces surnaturelles, mais uniquement d’une « foi de confiance » que les disciples portent en leur maître.
C’est à partir du IVe siècle av. J.-C. que la « foi-dévotion » (bhakti) s’est développée en Inde, gagnant progressivement les masses populaires jusque vers le début de notre ère, coïncidant avec l’apparition du Mahayana et l’influençant fortement.
Arrivée au même rang que la sagesse, elle conduit tout droit au « bouddhisme de la foi », représenté par les écoles de la terre pure, de l’ornementation fleurie, de la terrasse céleste, caractérisées par la vénération de divers Bouddhas dont Amitābha et de plusieurs bodhisattvas. Ces écoles deviendront florissantes en Chine et dans les pays d’influence chinoise. Cette notion de dévotion joue aussi un rôle important dans le Vajrayana, doublé du caractère magique du tantrisme.
La seule école du Mahayana qui n’est pas influencée par la foi-dévotion reste l’École de la Méditation (Chán en Chine, Thiền au Vietnam, Seon en Corée et Zen au Japon), où seule compte la réalisation personnelle, aidée seulement par une forte relation maître-élève. Déjà Nāgārjuna constatait que « le chemin de la foi est aisée, le chemin de la sagesse dur et difficile».

### Les moyens habiles
Dans le Theravada, pour progresser dans la voie chacun ne peut compter que sur soi-même, et l’essentiel est  de contrôler son mental, sans avoir besoin d’autres moyens. Le Theravada repose donc essentiellement sur le développement de la sagesse par la pratique méditative et la réflexion.
Dans le Mahayana par contre, on peut s’aider de moyens habiles, les "Upaya" pour parvenir à la délivrance, ou à l’éveil, ou à la simple transformation de soi. Ces moyens habiles peuvent être des sons (cloche, tambour, instruments de musique divers), des prières, des mantras, ou des mandalas. Les prières adressées aux bouddhas et bodhisattvas sont conçues comme des appels à des forces extérieures, la « force de l’autre » venant se substituer à la « force de soi ». En effet, les mérites " accumulés " par les plus forts, les grands bodhisattvas par exemple, peuvent être transférés aux plus faibles afin que tous arrivent à la pleine réalisation de la bouddhéité innée. Pour les tenant du Mahayana, le bouddhisme était parvenu au terme d’une longue évolution à un tel état de déclin et l’homme à un tel degré de faiblesse qu’il a besoin d’une aide extérieure, que ce soit par le « transfert de mérites » que par l’intervention d’un grand nombre de sauveurs.

### Un public plus ou moins large
Le Theravada est considéré comme plus conservateur et plus élitiste, l'accès à l'éveil nécessitant généralement un engagement monacal. Cette tradition valorise donc la vie monastique, car c'est seulement en suivant les règles strictes dictées par le Bouddha que l'homme peut espérer acquérir pleinement une discipline mentale libératrice. Ainsi les moines de ce courant, les bhikkhus sont tenus de respecter 227 règles et les nonnes 311. À l'inverse, le Mahayana apparaît comme plus libéral et plus accessible aux laïcs et aux femmes. Dans ce courant le nombre de règles est variable. Dans le Zen par exemple, les moines ne sont tenus de respecter que 10 règles (les kai 戒) Le Theravada se tient davantage à l’écart du monde, sur le modèle de la vie monacale, il est plus contemplatif. De son côté, le Mahayana semble plus engagé dans le monde, avec une plus forte dimension sociale.

### La variété des textes
L’enseignement du Theravada est relativement homogène, contenu essentiellement dans le Canon pali. À l'inverse, celui du Mahayana est hétérogène, quoique reconnaissant le Canon pali, il s'est différencié en de multiples écoles, chacune s’appuyant sur un ou plusieurs sutras tardifs spécifiques. Elles vont de l’École de la méditation visant la réalisation à travers la vacuité, jusqu’à celle de la Terre Pure reposant sur la foi-dévotion au Bouddha Amitabha en passant par le Vajrayana avec ses nombreux rites tantriques.
Bien entendu, cette analyse reste assez schématique et est à nuancer. Il n’est pas rare de trouver des éléments mélangés de différentes écoles au sein d’un même monastère.